# نيت هوفمان
نيت هوفمان (بالإنجليزية: Nate Huffman)‏ مواليد 2 أبريل 1975 في باتل كريك - الوفاة 15 أكتوبر 2015، كان لاعب كرة سلة أمريكي. بدأ مسيرته الاحترافية في سنة 1997. بلغ طوله 7 قدم 1 بوصة (2.2 م). اعتزل اللعب في 2003.

## المسيرة الاحترافية
لعب مع بالونكيستو فوينلابرادا في الدوري الإسباني في موسم 1998–1999، ثم لعب مع مكابي تل أبيب لكرة السلة من سنة 1999 إلى 2002، ثم لعب مع تورونتو رابتورز في موسم 2002–2003.

## روابط خارجية
- نيت هوفمان على موقع الدوري الأوروبي لكرة السلة (الإنجليزية)
- نيت هوفمان على موقع إن بي أي (الإنجليزية)
- نيت هوفمان على موقع سبورتس رفرنس (الإنجليزية)
- نيت هوفمان على موقع الدوري الإسباني لكرة السلة (الإسبانية)
- نيت هوفمان على موقع كرة السلة الأوروبية.كوم (الإنجليزية)
- نيت هوفمان على موقع DraftExpress.com (الإنجليزية)
- نيت هوفمان على موقع كلية كرة السلة في سبورتس رفرنس.كوم (الإنجليزية)
- نيت هوفمان على موقع ريلجم (الإنجليزية)
- نيت هوفمان على موقع بروبوليرز (الإنجليزية)